# 威廉·B·基恩
威廉·B·基恩（1897年7月9日—1981年3月10日）是一位美国陆军军官，1918年毕业于西点军校，1948—1951年担任美国陆军第25步兵师师长。